# Червона гвардія (Фінляндія)
Червона гвардія (фін. Punakaarti, IPA: [ˈpunɑˌkɑːrti] ; швед. Röda gardet) — воєнізовані формування фінського робітничого руху на початку 1900-х років. Перші Червоні гвардії були створені під час загального страйку 1905 року, але розпущені через рік. Після російської Лютневої революції 1917 року Червона гвардія була відновлена, а під час громадянської війни у Фінляндії 1918 року вони сформували армію Червоної Фінляндії. Загальна чисельність Червоної гвардії становила близько 30 000 на початку Громадянської війни, досягнувши піку між 90 000 і 120 000 під час конфлікту. У їх число входило понад 2 000 членів жіночої гвардії. У травні 1918 року до 80 000 червоних було взято в полон. Більшість червоних помилували наприкінці 1918 року.
Близько 10 000-13 000 червонофінів вдалося втекти до радянської Росії. Деякі з них до 1920 року брали участь у громадянській війні в Росії проти фінів під час спроби деокупації Східної Карелії. Мурманський легіон був британським військовим підрозділом, що складався з членів Червоної гвардії з Північної Фінляндії, які втекли до Росії на ранніх етапах громадянської війни у Фінляндії.

## 1905 Загальний страйк і Свеаборзьке повстання

### Поява
Червона гвардія виникла під час загального страйку в листопаді 1905 року. Страйк почався як реакція на російщення Фінляндії і був породжений спільними зусиллями соціал-демократичного робітничого руху та політичних правих. Страйк тривав лише тиждень, але в останні дні різні погляди створили глибоку прірву між двома сторонами. Національна гвардія, яка була створена для забезпечення правопорядку, коли поліція почала брати участь, також була розділена на Червону гвардію робітничого класу та Корпус захисту, який орієнтувався на консервативні сили. Після цього відбулися незначні інциденти, особливо в столиці Гельсінкі, але жорстоких сутичок вдалося уникнути. Незважаючи на те, що загальний страйк закінчився, обидві сили були активними. У 1906 році кількість червоногвардійців оцінювалася в 25 тис. осіб.

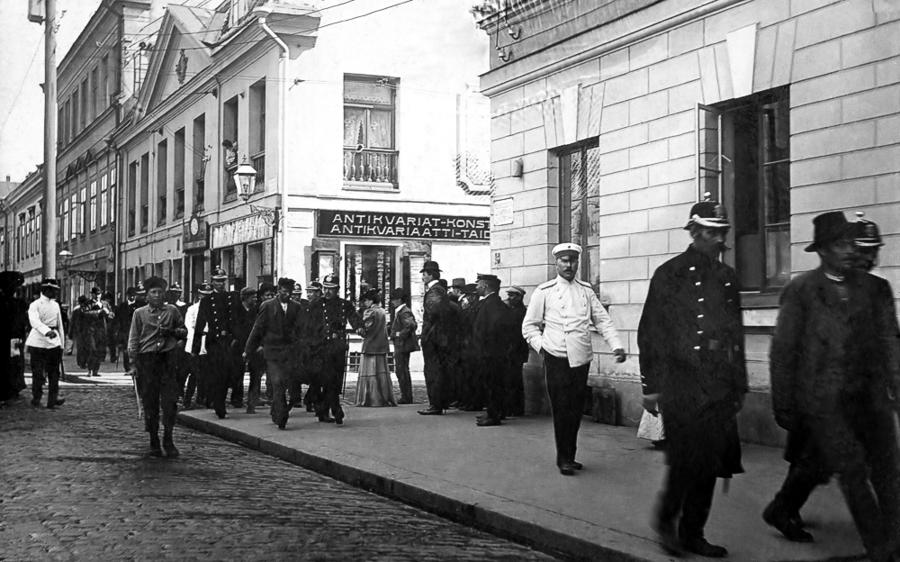
Заарештовані Червоні взяті під варту після повстання в Свеаборзі 1906 року.

### Бунт Гаканіемі
Насильство між двома сторонами остаточно спалахнуло 2 серпня 1906 року під час Свеаборзького повстання, повстання російських моряків-більшовиків у фортеці Свеаборг у Гельсінкі. Коли почався заколот, Гельсінська Червона гвардія на чолі з Йоганом Коком приєдналася до повстання, проводячи диверсії на материку. В останній день повстання Йохан Кок оголосив загальний страйк самостійно, без дозволу Соціал-демократичної партії, яка керувала фінським робітничим рухом за відсутності центральної профспілки. До страйку приєдналися тисячі робітників Гельсінкі.
Корпус захисту вирушив у район Гаканіемі з метою зберегти трамвайний рух міста. Корпус захисту був оточений розлюченим натовпом на площі Гаканіемі. У нього кидали каміння. Інцидент переріс у перестрілку між Охоронним корпусом і Червоною гвардією за підтримки загону російських моряків. Конфліки остаточно припинили російські козаки, закінчившись загибеллю двох червоних і семи охоронців.
Було заарештовано 200 осіб, але засуджено лише одного червоногвардійського ротмістра, оскільки проти інших не було достатньо доказів. Похорон убитих червоних став масовою маніфестацією. Корпус захисту, у свою чергу, влаштував великий похорон на знак протесту проти червоного насильства.
Після придушення Свеаборгського повстання було заарештовано 900 російських повстанців і близько 100 червоногвардійців. Засуджено 77 червоних.

### Розпуск
У результаті бунту Гаканіемі Сенат Фінляндії заборонив обидві гвардії. Наприкінці серпня Соціал-демократична партія на з'їзді в Оулу вирішила розпустити Червону гвардію. Деякі делегати виступили проти такого рішення і провели таємні збори, на яких було створено підпільну організацію для збереження Червоної гвардії. Організацію незабаром розкрили партійні лідери, але підпільна Червона гвардія діяла до загальних виборів 1907 року. Їх завданням було підготуватися до можливої революції в Росії.

## 1917 відновлення

### Лютнева революція

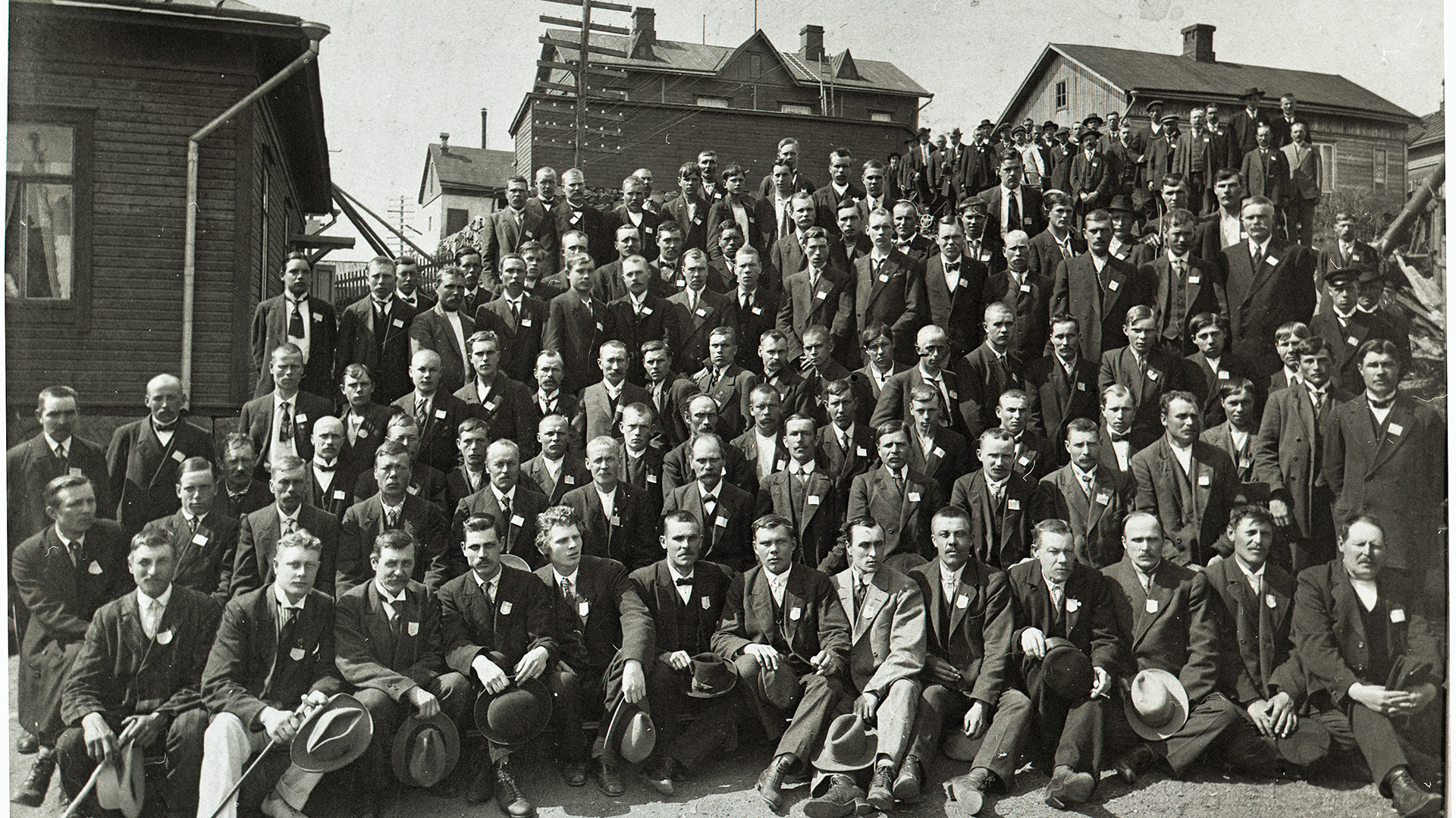
Робітнича міліція в передмісті Турку Мааріа під час загального страйку в травні 1917 року.

Червону гвардію було відновлено під час російської революції 1917 року в результаті суперечок щодо правоохоронних органів і загального заворушення у Великому князівстві Фінляндському. Після Лютневої революції контрольована Росією поліція у Фінляндії втратила свій статус. Роль правоохоронних органів спочатку була передана російським військовим, які передали її місцевим трудовим організаціям. Створені беззбройні загони були тимчасовими і не мали подальших революційних цілей.
Нарешті, наприкінці березня в сімнадцяти найбільших фінських містах було організовано нова народні маліція. Політичні праві не прийняли нову домовленість, і Сенат сформував комітет для вирішення суперечки.
18 липня у парламенті соціал-демократичної більшості було прийнято так званий ″закон про владу″. Повноваження приймати закони мали бути передані з Санкт-Петербурга до Гельсінкі та від Сенату до парламенту. Цей закон дозволив би сформувати суто соціал-демократичний уряд завдяки позиції, яку партія здобула на виборах 1916 року. Проте, Тимчасовий уряд Росії відмовився затвердити закон і за участю інших фінських партій розпустив парламент.
На виборах у жовтні 1917 року Соціал-демократична партія втратила більшість, хоча залишилася найбільшою партією з 92 місцями. Тепер Сенат розпустив Народне ополчення та створив поліцію, до якої не дозволялося вступати лівим і робітничим активістам.

### Охорона трудового порядку
Нестача продовольства спричинила протягом літа 1917 року велику кількість сільськогосподарських страйків. 13 липня у муніципалітеті Гуйттінен сталася жорстока сутичка між страйкуючими сільськогосподарськими працівниками та їхніми роботодавцями. Цей інцидент часто розглядають як початок подій, які зрештою призвели до громадянської війни в січні 1918 року. Після бунту Гуйттінена праві фермери в провінції Сатакунта почали формувати гвардію захисту, що незабаром почали наслідувати в інших частинах країни.
Робітничий рух відповів створенням Робітничої гвардії порядку. До початку жовтня такі гвардії були сформовані в сімнадцяти містах і двадцяти сільських муніципалітетах, переважно в індустріальних районах провінцій Турку і Порі, Уусімаа і Війпурі. Чисельність цих підрозділів становила до 7–8 тис. осіб. 20 жовтня Федерація профспілок Фінляндії закликала місцевих партійних і профспілкових організацій створити Гвардію робітничого порядку по всій країні.
Протягом наступних трьох тижнів кількість гвардійців зросла до 237 із понад 30 000 членів. Правила гвардії публікувалися в партійних газетах. Формування було дуже схоже на звичайну військову організацію, хоча командира було замінено комітетом із п'яти осіб.
Тепер Фінляндія була розколота на два табори; середній і вищий класи, включаючи заможних фермерів, проти робітничого класу, бідних і безземельних селян. Під час загального страйку в листопаді 1917 року відбулися перші жорстокі інциденти між охоронною гвардією та гвардією робітничого порядку. Більшість робітників приєднувалося до «гвардії порядку», оскільки страйк закінчився 20 листопада, кількість членів становила 40 000–50 000 осіб. Журналіст Алі Аалтонен, який служив лейтенантом у Російській імператорській армії, був названий першим головнокомандувачем Гвардії робітничого порядку.

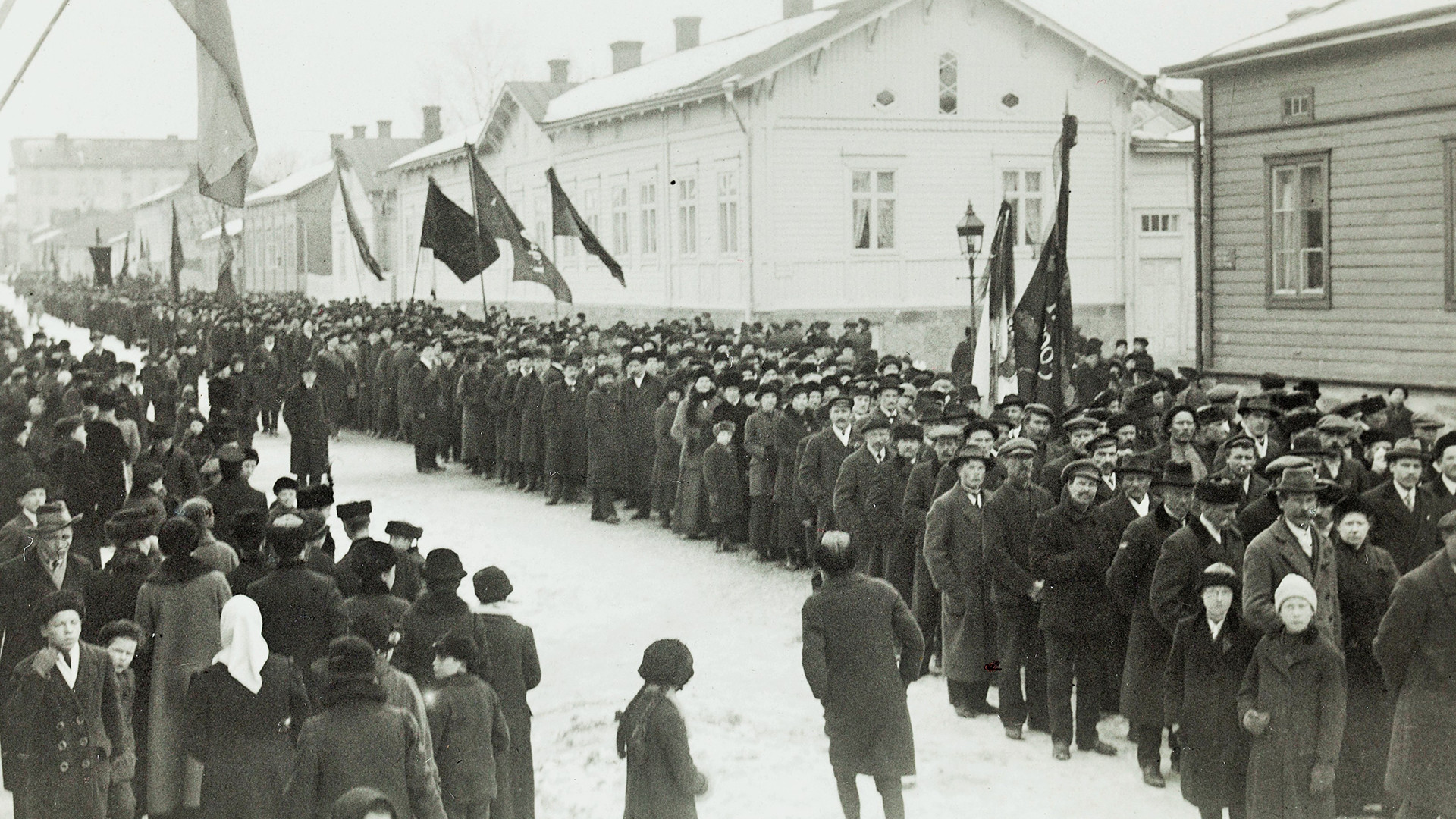
Демонстрація в Турку в березні 1917 р.

Загальний страйк був першим випадком, коли гвардія робітничого порядку була використана як загальнонаціональна організація. У багатьох місцях фактично вони, а не страйкові комітети, керували страйком. Вартові діяли самостійно, вишукуючи в заможних будинках запаси їжі та зброю. Оскільки правий Охоронний Корпус був досить слабким, Гвардія Робітничого Порядку зазвичай могла діяти без будь-якого опору, хоча в деяких місцях Охоронний Корпус брався за зброю, що призводило до жорстоких зіткнень, провіщаючи наближення Громадянської війни.
Гвардія робітничого порядку була найпотужнішою в Гельсінкі, оскільки була озброєна російськими військами. Гельсінська гвардія захопила кілька сотень людей і вторглася в Будинок Станів, що завадило роботі Сенату. Лідери Соціал-демократичної партії різко засудили подібні дії, наполягаючи на взятті гвардійців під партійний контроль. Незабаром після загального страйку 16-18 грудня 1917 року в Домі робітників Тампере відбувся перший з'їзд Гвардії робітничого порядку. За новими правилами, прийнятими на зборах, гвардійці тепер перебували під безумовною владою Соціал-демократичної партії та Федерації профспілок.

### Дрейф до війни
Після того, як 6 грудня 1917 року Фінляндія здобула незалежність від радянської Росії, розбіжності та невдоволення все ще зростали. Коли страйкуючі робітники та Гвардія робітничого порядку зіткнулися з Корпусом захисту та правими, по всій країні поширилися інциденти. Безробітні демонстранти два дні оточили ратушу у Виборзі, а в Тампере міська рада була захоплена місцевою гвардією робітничого порядку. У Турку гвардія порядку зайняла міські установи та захопила начальника поліції. Подекуди Корпус захисту атакував лівих активістів.
6 січня Гельсінська гвардія робітничого порядку проголосила свою незалежність від Соціал-демократичної партії. Підрозділ було перейменовано в Гельсінкську Червону гвардію. Через три дні гвардія зайняла резиденцію генерал-губернатора Фінляндії. Тепер вона називалася Смольна, як штаб більшовиків у Санкт-Петербурзі. Того ж дня Гельсінська гвардія послала 200 осіб до Сіпо шукати зброю, заховану місцевим Корпусом захисту. Операція переросла в перестрілку, в якій було вбито двох червоних.

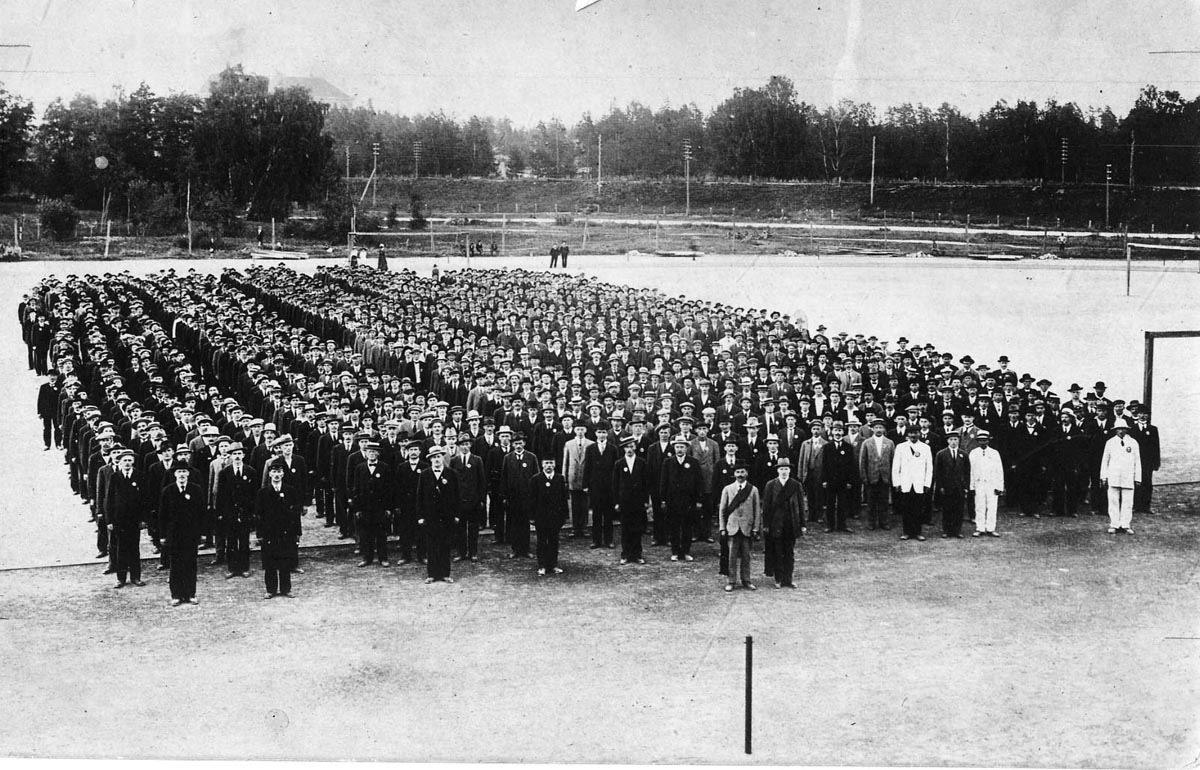
Гвардія робітничого порядку Гельсінкі восени 1917 року.

На початку 1918 року гвардія робітничого порядку мала ще дуже мало зброї. Наприклад, найбільша охорона в Гельсінкі мала на озброєнні всього 20-30 бойових гвинтівок. На початку січня головнокомандувач Алі Аалтонен вирушив до Санкт-Петербурга, щоб отримати у більшовиків зброю. 13 січня Аалтонен повідомив генеральний штаб про вантаж з 10 000 гвинтівок і 10 гармат, які протягом кількох тижнів будуть доставлені до Фінляндії. Одночасно Охоронний корпус готувався отримати 60 тис. гвинтівок з Німеччини.
До цього моменту багато з найбільших гвардій робітничого порядку були очолювані радикалами, які підштовхували фінський робітничий рух до збройного конфлікту. Вони більше не перебували під владою Соціал-демократичної партії чи Федерації профспілок. Щоб зберегти єдність робітничого руху, партійне керівництво було змушене піти на переговори з революційною гвардією. Багато провідних соціал-демократів, таких як Вяйньо Таннер, Тааві Тайніо та Еверт Гуттунен, були поміркованими і виступали проти збройної революції та дій Гвардії порядку.
19–23 січня у східній Фінляндії у Виборзі та Луумакі та в західній частині країни в Кійкці відбулися жорстокі сутички між Гвардією робітничого порядку та Корпусом захисту. У Виборзі, другому за величиною місті Фінляндії, Корпус захисту намагався захопити контроль, але був вигнаний з міста. Ще один серйозний інцидент стався в Луумакі, коли на залізничній станції Тааветті Корпус захисту захопив 200 гвинтівок. Через два дні Робітнича гвардія напала на Корпус захисту, щоб відібрати зброю.
Зрештою, 25 січня Сенат оголосив Корпус захисту урядовими військами. Соціал-демократи та робітничий рух витлумачили це як оголошення війни робітничому класу. У результаті гвардія Робітничого порядку та Гельсінська Червона гвардія були об'єднані у воєнізовану Червону гвардію Фінляндії (Suomen Punainen Kaarti), а пізно ввечері 26 січня було проголошено революцію, запаливши червоний ліхтар як знак на вежі Гельсінського залу робітників. Наказ про мобілізацію надійшов наступного ранку від виконавчого комітету Федерації профспілок, що збіглося зі спонтанним зіткненням Червоної гвардії та Корпусу захисту.

## 1918 Громадянська війна

### Командири

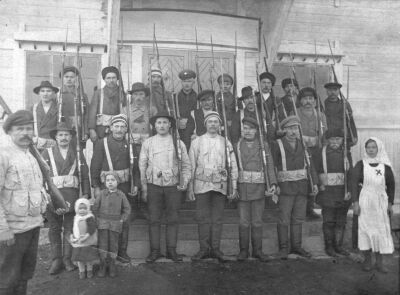
Загін Червоної гвардії з Перттелі.

Першим головнокомандувачем Червоної гвардії став колишній лейтенант російської армії Алі Аалтонен, обраний під час загального страйку в листопаді 1917 року. З початком громадянської війни це завдання було доручено Ееро Гаапалайнену, а з кінця лютого його військовим радником був російський полковник Михайло Свєчніков. 20 березня Гаапалайнен був звільнений і замінений Ейно Рах'єю, Адольфом Таймі та Евертом Елорантою. Трійка залишалася в офісі до 10 квітня, коли Куллерво Маннер отримав права диктатора як голови Червоного уряду та Червоної гвардії. з 16 лютого по 6 квітня посаду начальника генерального штабу Червоної гвардії обіймав Август Веслі. 25 квітня Маннер втік до радянської Росії, і протягом останніх десяти днів війни там не було головнокомандувача. Остання велика битва відбулася у Виборзі під командуванням Едварда Ґіллінґа та Оскара Рантали.

### Розмір

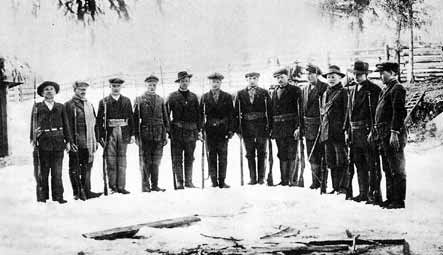
Загін Червоної гвардії з Пуккіли.

Через неповні та знищені записи точна кількість осіб, які служили в Червоній гвардії, невідома. Історики надають оцінки від 80 000 до 100 000 гвардійців. Коли війна почалася, їх кількість становила близько 40 000, але до кінця війни загальна чисельність зросла до 80 000—100 000 чоловіків і жінок, включаючи 2600 жінок-бійців і тисячі жінок у неозброєних частинах обслуговування. Одночасно на фронті перебувало приблизно 40 тис. гвардійців. Найбільшим окремим загоном була Гельсінська Червона гвардія чисельністю 8 000–10 000 чоловіків і жінок. Іншими великими підрозділами були Червона гвардія Тампере та Виборга та Санкт-Петербурзька фінська червона гвардія. Жіноча гвардія налічувала близько 2000—2600 членів. Участь Росії залишалася низькою, хоча у Фінляндії все ще перебували 40 000 солдатів російської імператорської армії та Балтійського флоту. До Червоної гвардії приєдналося лише кілька сотень росіян, у тому числі кілька десятків офіцерів. Більшість російських військ мріяли просто покинути країну та повернутися додому. На додаток до військ, що базувалися у Фінляндії, петербурзькі більшовики підтримували червоних у деяких боях на Карельському фронті.

### Організація
Червоногвардійці складалися з промислових робітників, безземельних сільських робітників і землеробів. Більшість із них були членами Федерації профспілок Фінляндії. Середняків було дуже мало. Середній вік був від 20 до 30 років, наймолодшим бійцям було лише 15-16 років. Червоні військові частини складалися з піхоти, артилерії та невеликого підрозділу кавалерії. Озброєння та іншу техніку в основному отримували від російських військ. На початку лютого з Санкт-Петербурга прибув поїзд під командуванням Юкки Рах'ї з вантажем із 15 000 гвинтівок, кулеметів, гармат і 2 мільйонів патронів, які головнокомандувач Алі Аалтонен придбав у більшовиків. Червоні також мали шість бронепоїздів і пару літаків, якими керували російські пілоти.

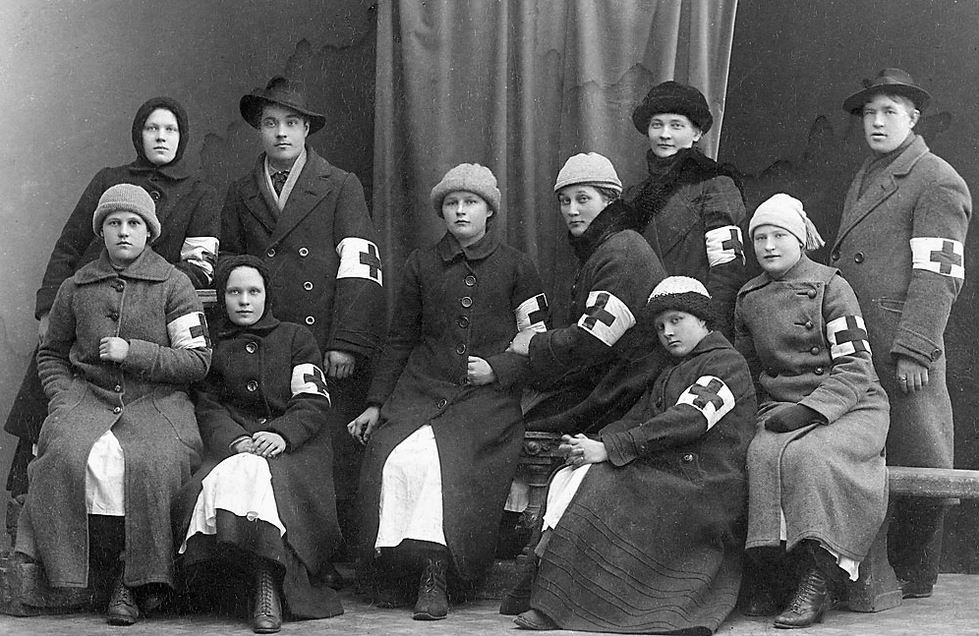
Медична частина Піспала Червоної гвардії.

Генеральний штаб знаходився в Гельсінкі, головні штаби підпорядковувалися в Тампере і Виборзі. Піхота була поділена на полки та батальйони, але на практиці найбільшими командними підрозділами були роти. Червоногвардійська рота зазвичай складалася з людей якоїсь місцевої профспілки. Наприклад, Гельсінська Червона гвардія мала загони, що складалися з шевців, кравців, ковалів, листівників, сантехніків, каменярів тощо. Деякі робітничі спортивні клуби створювали власні загони. У сільській місцевості загони збиралися чоловіками однієї місцевості. Бійці Червоної гвардії отримували платню, іноді навіть більшу, ніж платили за звичайну роботу. Оскільки був високий рівень безробіття, гроші були однією з причин вступу до гвардії. Дуже небагато червоних мали будь-яку військову освіту. Ротмістами зазвичай обирали тих, хто служив у Російській імператорській армії. Перед відправкою на передову бійці Червоної гвардії пройшли коротку військову підготовку. Бої зазвичай проходили як звичайний робочий день. Бої почалися на світанку, і коли сонце зайшло, чоловіки повернулися на базу. На фронті Тавастія деякі війська навіть ночували в Тампере, повертаючись вранці поїздом на фронт.
Головними проблемами Червоної гвардії були брак техніки, погане керівництво та підготовка, а також нестача продовольства на фронті. Практика демократичного обрання старшин послаблювала дисципліну. Іноді це призводило до загального небажання йти в наступ або діяти за межами своїх місцевих районів. Червона гвардія не мала чіткої командної структури. Місцеве командування розробляло власні плани, які не завжди збігалися з тими, які складав генштаб у Гельсінкі. Оскільки підготовлених офіцерів було дуже мало, тактика бою мала бути базовою.

### Війна

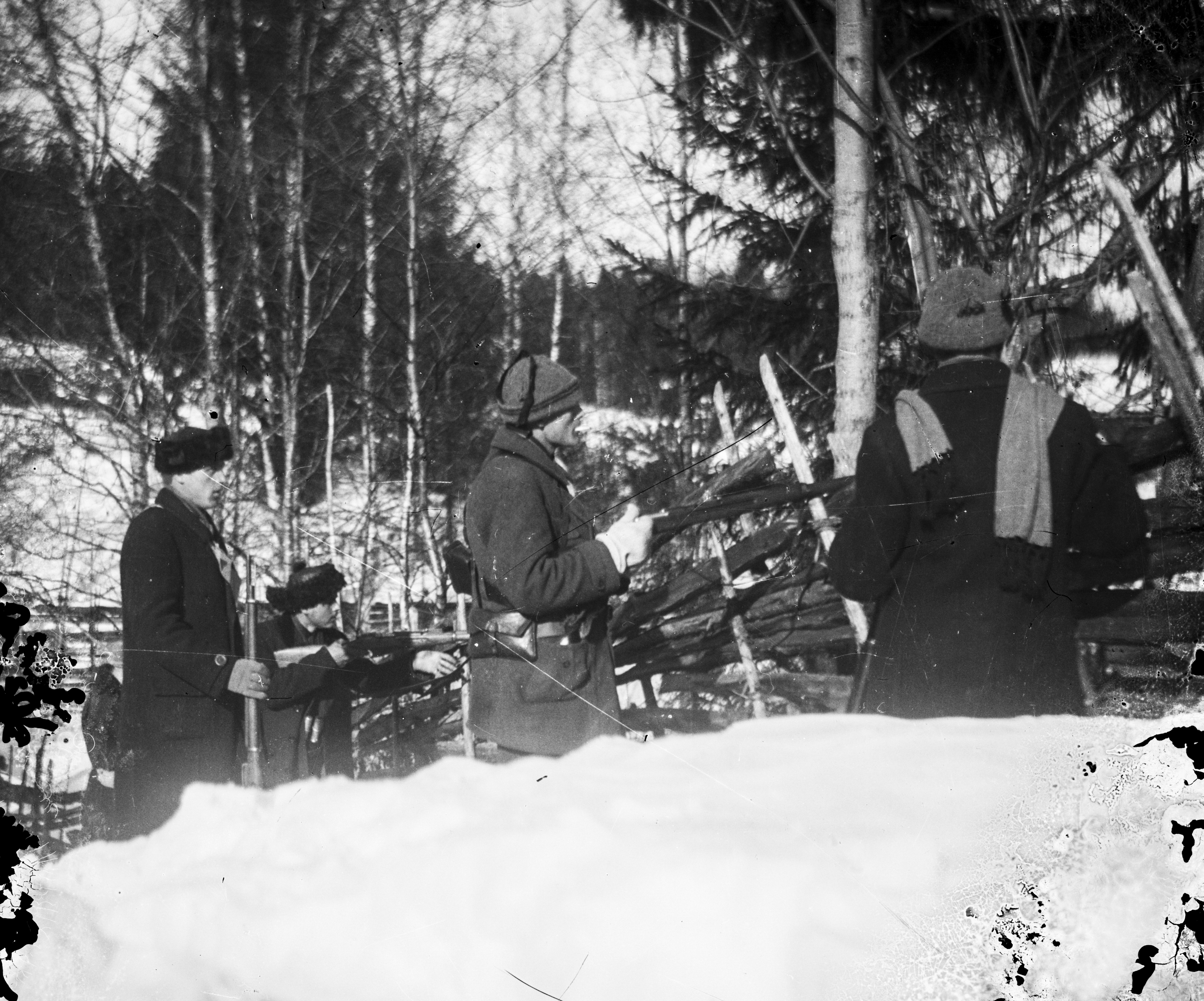
Червоногвардійці в Руовесі.

З початком війни 27 січня Червона гвардія зайняла столицю Гельсінкі та найбільші міста промислово розвиненої південної Фінляндії. Незабаром була встановлена лінія фронту, яка простяглася від Ботнічної затоки до Карельського перешийка, за 30–50 кілометрів на північ від Порі, Тампере, Лахті, Лаппеенранти та Виборга. Білі зайняли сільську північну Фінляндію, де кілька опорних пунктів червоних впали менш ніж за два тижні без сильного опору. Останнім містом на півночі, окупованим червоними, був Варкаус, який білі захопили 21 лютого. У Остроботнії, Центральній Фінляндії, Савоні та Північній Карелії більшість червоних потрапили в полон, але в Лапландії багатьом вдалося втекти до Швеції, Норвегії чи радянської Росії.
Червоні військові операції були розділені на три великі театри: Західний фронт (провінції Сатакунта і Хяме), Середній фронт (провінція Саво) і Східний фронт (провінція Виборг). Найпівнічніша частина Західного фронту, розташована на північ від Тампере, часто називалася Північним фронтом. Генеральний штаб Червоної гвардії працював у Гельсінкі, головні штаби були підпорядковані в Тампере і Виборзі. Будучи великим залізничним вузлом, Лахті також був важливим містом для червоних військових. Там було організовано та підготовлено велику кількість підрозділів перед відправкою на східні фронти в Саво та Карелію.
Червоні розпочали три великі наступи; на початку лютого, 21 лютого та 10 березня. Метою було взяти залізницю зі сходу на захід, що з'єднує Остроботнію, Савонію та Карелію. Звідти червоні могли завдати удару по найсильнішим опорним пунктам білих, а також по столиці білих Ваасі. Однак наступ не вдався, і з початку лютого до середини березня лінія фронту залишалася на тому ж місці.
15 березня білі розпочали свій головний наступ проти червоних у північній частині Хяме, де червоний фронт зазнав краху за кілька днів. Тепер білі змогли взяти в облогу Тампере, найважливіше у військовому відношенні червоне місто. Битва при Тампере велася з 23 березня по 6 квітня. Це була найзапекліша битва громадянської війни у Фінляндії, а на той час також найбільша міська битва у світі. Битва при Тампере завершилася масовими стратами полонених червоних. За підрахунками істориків 10 000–11 000 червоногвардійців потрапило в полон, а тисячі втекли з околиць.

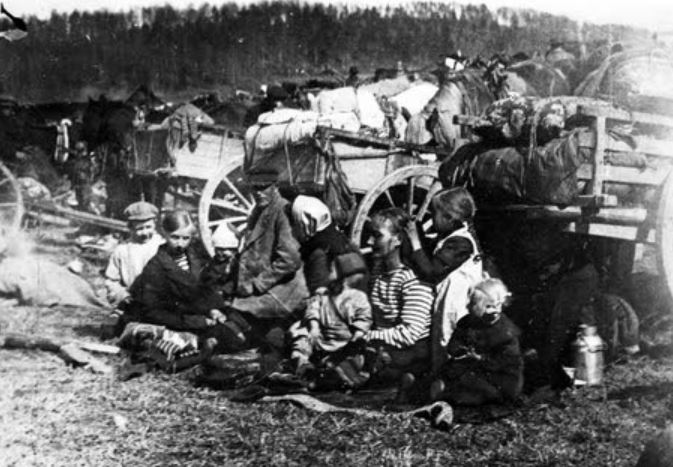
Сім'я біженців захоплена в Лахті.

У той же час на південному узбережжі Фінляндії висадилися німецькі війська, які почали свою кампанію на підтримку білих. 6 квітня червоний уряд і генеральний штаб Червоної гвардії вирушили з Гельсінкі до Виборга. Червоні підрозділи в західних провінціях Сатакунта і Південно-Західної Фінляндії отримали наказ відступити до східної Фінляндії. Намір полягав у тому, щоб реорганізувати війська за річкою Кімійокі, але план так і не був реалізований. Натомість цей наказ спричинив масовий відтік біженців, оскільки десятки тисяч бійців Червоної гвардії, членів їхніх сімей та інших прихильників червоних втікали на схід.
Коли 13 квітня німці захопили Гельсінкі, їм здалося до 8000 місцевих червоних. Тисячі інших з провінції Уусімаа приєдналися до колони біженців, яка йшла із заходу. За два тижні понад 100 000 червоних біженців вирушили на схід, щоб втекти до радянської Росії. Близько 12 000 вдалося перетнути кордон, більшість із решти потрапили в полон. Наприкінці квітня в Лахті до рук німецьких і білих військ потрапило до 30 тис. мирних жителів і червоних бійців. Полонених спочатку поміщали в табір Феллмана, а потім відправляли в різні табори для полонених на півдні Фінляндії. Хоча більшість жінок і дітей було звільнено, 200—600 червоних жінок було страчено, а сотні інших переселено в інші табори. Остання велика битва червоної гвардії відбулася під Виборгом, який білі зайняли 29 квітня. Останній опорний пункт червоних, що залишився, знаходився в провінції Кюменлааксо, де червоні нарешті здалися німцям 6 травня.
У період з 23 березня по 18 квітня також відбулися сутички у віддаленій східній Лапландії. Карельський націоналіст Ійво Ахава воював проти білих, які розпочали Віденську експедицію, щоб приєднати російську Білу Карелію до нової незалежної Фінляндії. Ахава сформував червоногвардійський загін у російському місті Кандалакша з червоних, які втекли з Лапландії. Ще два фінські червоногвардійські загони були сформовані в Княжій Губі та Кемі. У середині березня ці частини налічували до 2,5 тис. осіб. Ахаві вдалося зупинити білих, і він також прагнув атакувати їх тил у північній Фінляндії. Однак лідери червоних не були зацікавлені в його підтримці, оскільки вважали, що війна розгорнеться в населених районах півдня.

## Після війни
Після перемоги білих у Фінляндії значній кількості фінських червоногвардійців вдалося відступити на контрольовані Росією території. Червоногвардійські загони служили в складі 7-ї Червоної Армії, коли вона воювала в Естонії. Там фінські червоні зіткнулися з фінськими білими добровольцями, які воювали за Естонську Республіку.